# Václav Trojan

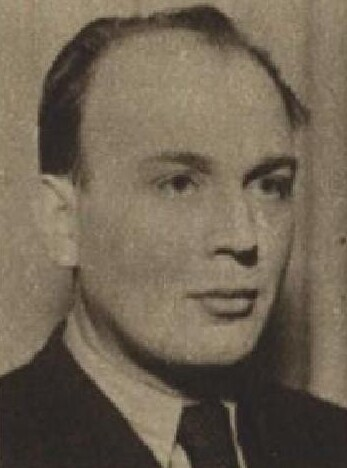
Václav Trojan (1907–1983)

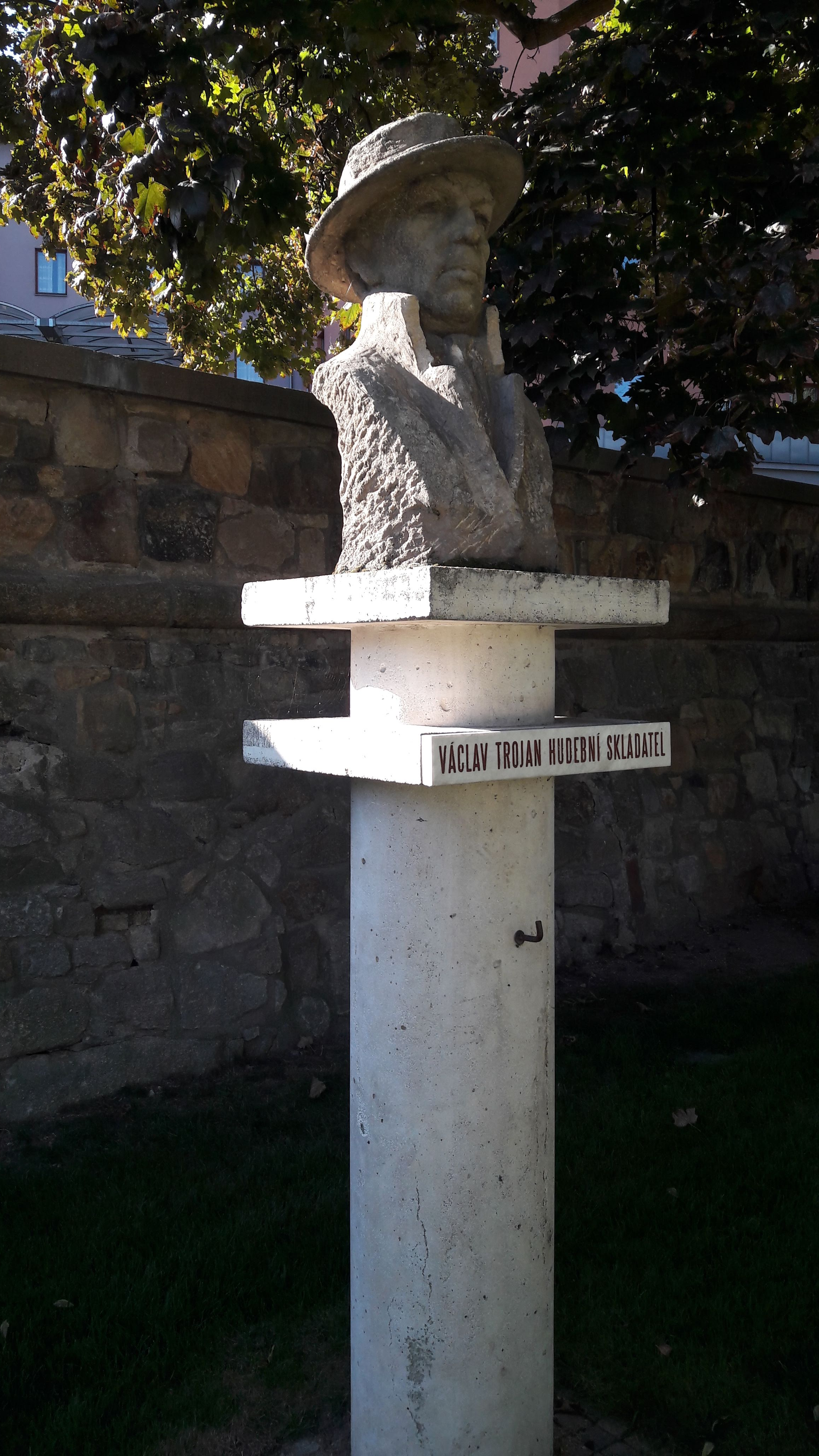
Die 2010 enthüllte Trojan-Büste von Jaroslav Šindelář in Pilsen

Václav Trojan (* 24. April 1907 in Pilsen; † 5. Juli 1983 in Prag) war ein tschechischer Komponist.

## Leben
Geboren im westtschechischen Pilsen (Plzeň) als Sohn eines Fotografen, studierte Václav Trojan 1923–1927 Orgel bei Bedřich Antonín Wiedermann, Komposition bei Jaroslav Křička sowie Dirigieren bei Otakar Ostrčil und Pavel Dědeček am Prager Konservatorium. Anschließend besuchte er bis 1929 Meisterklassen in Komposition bei Josef Suk und Vítězslav Novák. Zudem belegte er den Kurs in Vierteltonkomposition bei Alois Hába. Während der 1930er-Jahre war er u. a. als Pianist in Kinos und Bars sowie Komponist und Arrangeur für Tanz- und Jazzmusik aktiv. Zu den Interpreten seiner Stücke zählte etwa auch Erwin Schulhoff. 1937–1945 arbeitete er als Musikdirektor beim Prager Rundfunk. Nach dem Zweiten Weltkrieg begann er eine intensive Tätigkeit für den Film, wobei ihn enge Zusammenarbeit mit dem auf Puppentrickfilme spezialisierten Regisseur Jiří Trnka verband. Die dafür komponierte Musik richtete er oft auch für Bühnen- oder Konzertwerke ein.
Trojans musikalische Ästhetik bewegt sich innerhalb eines Spektrums zwischen spätromantischer Tradition und Neoklassizismus. Gelegentlich greift er auch Elemente aus der tschechischen Volksmusik auf. 1940 erhielt er den Tschechischen Nationalpreis für seine Kinderoper Kolotoč, 1960 wurde er mit dem staatlichen Klement-Gottwald-Preis und internationalen Preisen (Mercurio d’Oro, CIDALC-Silbermedaille) für die Musik zu dem Puppentrickfilm Sen noci svatojánské (Ein Sommernachtstraum) ausgezeichnet. 1948–1961 war er Lektor für Theater- und Filmmusik an der Akademie der musischen Künste in Prag. Anlässlich seines 75. Geburtstags wurde ihm der Titel „Nationaler Künstler“ der ČSSR verliehen. Trojan starb an plötzlichem Herzstillstand am 5. Juli 1983 und wurde auf dem Friedhof von Prag–Podolí bestattet. Im Prager Stadtteil Uhříněves wurde eine Straße nach ihm benannt, in seiner Geburtsstadt Pilsen 2010 eine Büste enthüllt.

## Werke (Auswahl)

### Bühne
- Kolotoč (Das Karussell). Kinderoper in sechs Bildern, Libretto: Marie Charousová-Gardavská (1936–1939)
- Das goldene Tor. Szenisches Gedicht für Soli, Chor und Orchester nach volkstümlichen Motiven, Libretto: Karel Plicka (1971–1973)
- Ein Sommernachtstraum. Ballettpantomime (1982)
- Princ Bajaja (Prinz Bajaja). Märchenballett, vollendet von Jan Klusák (1986)

### Orchesterwerke
- Heitere Variationen über das Thema des Frühlingsliedes von Felix Mendelssohn Bartholdy (1936, rev. 1971)
- Kolotoč (Das Karussell). Suite aus der Kinderoper (1940)
- Tarantella (1940)
- Ein Märchen (1946)
- Tarantella di Taranto (1957)
- Sinfonietta armoniosa für Kammerorchester (1970)
- Shakespeares Lächeln. Sechs Szenen nach Shakespeare-Komödien (1972)
- Ein Sommernachtstraum. Suite aus der Ballettpantomime (1982)[2]

### Instrumentalkonzerte
- Pohádky (Märchen). Konzert für Akkordeon und Orchester (1959)
- Concertino für Trompete und kleines Orchester (1977)

### Duos und Kammermusik
- Passionato für zwei Violinen, Viola und zwei Violoncelli (1927)
- Princ Bajaja (Prinz Bajaja). Märchensuite für Violine, Gitarre und Akkordeon (1967)
- Die Nachtigall und der Tod aus der Musik zu dem Film Císařův slavík für Violine und Klavier (1970)
- Divertimento für Bläserquintett (1977)
- Nonetto favoloso (1977)

### Soloinstrument
- Zřícená katedrála (Die zertrümmerte Kathedrale) für Akkordeon oder Orgel (1958)
- Hühnerpolka für Akkordeon (1960)

### Film
- Špalíček. Puppentrickfilm, Regie: Jiří Trnka (1947)
- Císařův slavík (Des Kaisers Nachtigall). Puppentrickfilm, Regie: Jiří Trnka (1948)
- Čertův mlýn (deutscher Titel: Die Teufelsmühle). Puppentrickfilm, Regie: Jiří Trnka (1949)
- Princ Bajaja (deutscher Titel: Prinz Bajaja). Puppentrickfilm, Regie: Jiří Trnka (1951)
- Srpnová nedele (August-Sonntag). Spielfilm, Regie: Otakar Vávra (1961)
- Poslední ruze od Casanovy (deutscher Titel: Die letzte Rose des Casanova), Spielfilm, Regie: Václav Krska (1966)
- Sen noci svatojánské (deutscher Titel: Ein Sommernachtstraum). Puppentrickfilm, Regie: Jiří Trnka (1959)
- Záhořanský hon (Die Záhořansker Jagd). Spielfilm, Regie: Bohumil Sobotka

Zudem Musik für zahlreiche weitere Filme, für den Rundfunk und für das Theater, Schlager, Konzertlieder, Kantaten, Chorsätze, Volksliedbearbeitungen.

## CD-Diskographie (Auswahl)
- Suite aus Prinz Bajaja, Des Kaisers Nachtigall, Tschechische und slowakische Volkslieder – Václav Hudeček (Violine) Pavel Drešer (Akkordeon), Lubomir Brabec (Gitarre) – auf: Trojan. Fairy Tales (Supraphon, 1994)
- Pohádky (Märchen), Prinz Bajaja-Suite für Akkordeon und elektrophones Akkordeon, Volkslieder für Violine, Gitarre und Akkordeon, Fröhlicher Zirkus-Suite für Akkordeon und elektrophones Akkordeon – Milan Bláha und Věra Ublová (Akkordeon), Trio Pro musica moderna, Tschechische Philharmonie, Dirigent Vladimír Válek – auf: Hommage an Václav Trojan (Radioteka, 2007)
- Schlesische Volkslieder – Kühn Kinderchor, Leitung: Jiří Chvála, Daniel Wiesner (Klavier) – auf: Mácha Trojan Teml. Tschechische und Mährische Volkslieder (Český rozhlas, 2009)
- Pohádky (Märchen) – Ksenija Sidorova (Akkordeon), BBC National Orchestra of Wales, Dirigent: Clark Rundell – auf: Fairy Tales (Champs Hill Records, 2013)
- Die zertrümmerte Kathedrale – Bartosz Głowacki (Akkordeon) – auf: Bartosz Głowacki. Genesis (DUX, 2019)
- Ein Sommernachtstraum. Musik zum Film – Petr Štěpánek (Erzähler), Patricie Janečková (Sopran), Richard Samek (Tenor), Kinderchor und Sinfonieorchester des Tschechischen Rundfunks, Dirigent: Jan Kučera (Supraphon, 2021)